# Tipula montium
Tipula montium är en tvåvingeart som beskrevs av Egger 1863. Tipula montium ingår i släktet Tipula och familjen storharkrankar. Arten är reproducerande i Sverige. Inga underarter finns listade i Catalogue of Life.

## Bildgalleri

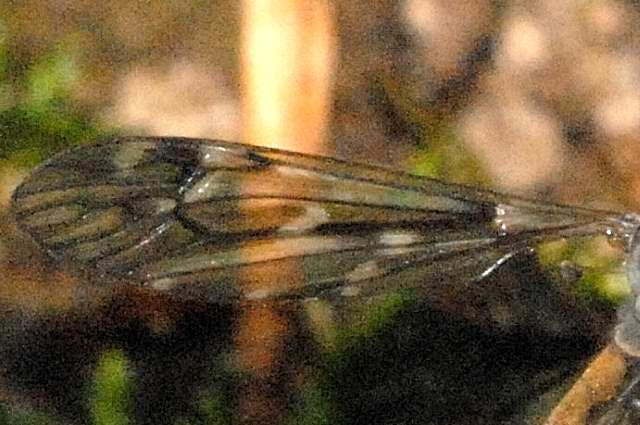